# Mesocrambus tamsi
Mesocrambus tamsi là một loài bướm đêm trong họ Crambidae.